# Stora Värtan
Stora Värtan est un fjärd (un bras de mer d'origine glaciaire) situé dans l'archipel de Stockholm en  Suède,,

## Géographie
Stora Värtan est situé entre Djursholm, Täby, Bogesundslandet et Lidingö, dans les communes de Danderyd, Lidingö, Täby, Vaxholm et Österåker.
Stora Värtan a une superficie de 13 km2 et une profondeur maximale de 45 mètres.
Stora Värtan mesure environ trois kilomètres de large d'est en ouest et environ six kilomètres de long du nord au sud.
Elle est reliée à Lilla Värtan au sud-ouest, Kyrkfjärden au nord-est et Askrikefjärden au sud-est. 
Il y a de nombreuses baies autour de la baie et il y a aussi un certain nombre d'îles, dont Tornön, Bastuholmen, Lilla Skraggen, Stora Skraggen, où se trouve un chantier naval actif, et Storholmen, où Stora Värtan fusionne avec Askrikefjärden. Même si l'île n'est pas reliée par la route, Storholmen est habitée toute l'année. À Råholmen, les frontières communales de Danderyd, Täby, Vaxholm et Österåker convergent.
De nombreuses baies entourent Stora Värtan et un certain nombre d'îles, notamment Tornön, Bastuholmen, Lilla Skraggen, Stora Skraggen, où se trouve un chantier naval, et Storholmen où Stora Värtan est relié à Askrikefjärden. 
Bien qu'elle manque d'accès routier, Storholmen est habitée toute l'année. 
L'îlot de Råholmen, au croisement les limites des communes de Danderyd, Täby, Vaxholm et Österåker, est situé dans Stora Värtan.
Les rives occidentales du fjärd, près des villes de Djursholm et Täby, sont en grande partie bâties, tandis que le front de mer oriental est relativement peu habité.
À l'ouest, il y a plusieurs marinas, dont le club nautique de Viggbyholm. 
Au Näsbypark se trouve la piscine extérieure de Näsaäng.
À côté de la baie se trouvait la flottille aérienne de Roslagen (F 2) basée à Hägernäs de 1926 à 1974. 
Elle est aujourd'hui désaffectée et sur l'ancienne zone militaire se trouve aujourd'hui un quartier résidentiel moderne.
Sur le côté nord-est de Stora Värtan, près d'Alholmsudd et à peu près en face du nouveau quartier résidentiel de Hägernäs Strand, se trouve l'épave du dragueur de mines HMS Aspö.

## Galerie

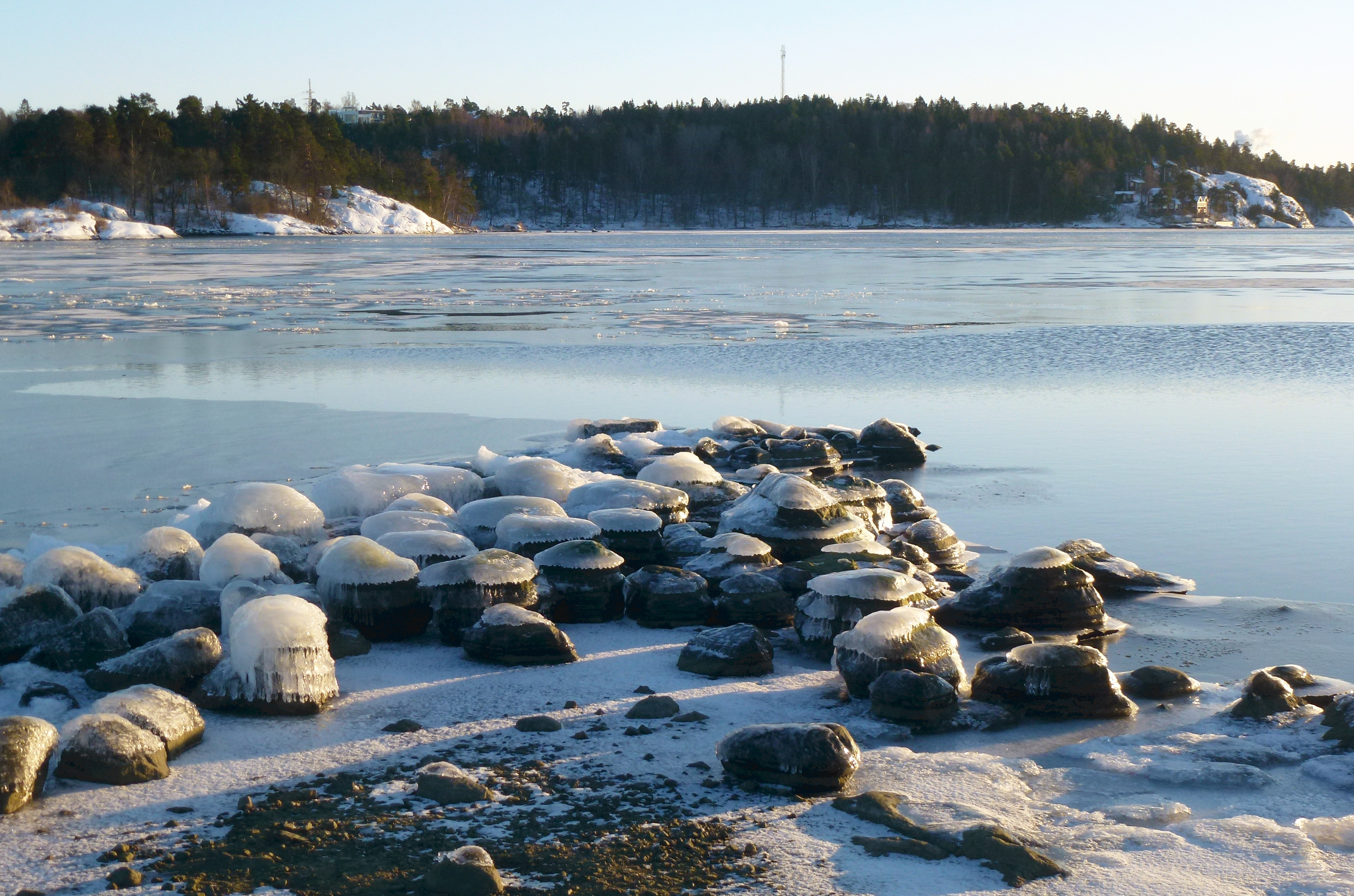
Stora Värtan vu de Djursholm/Aludden
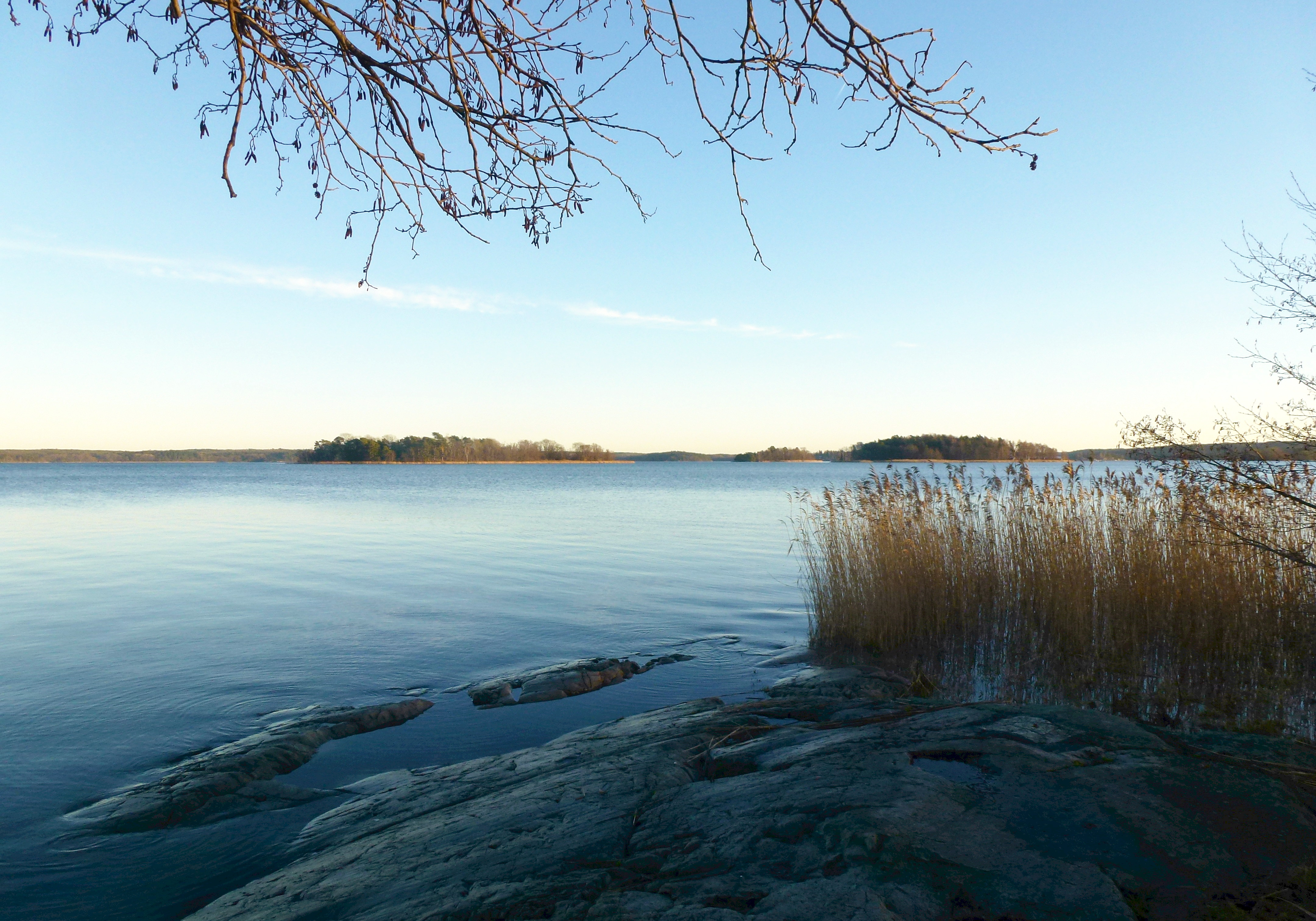
Stora Värtan vu de Djursholm/Ranängen
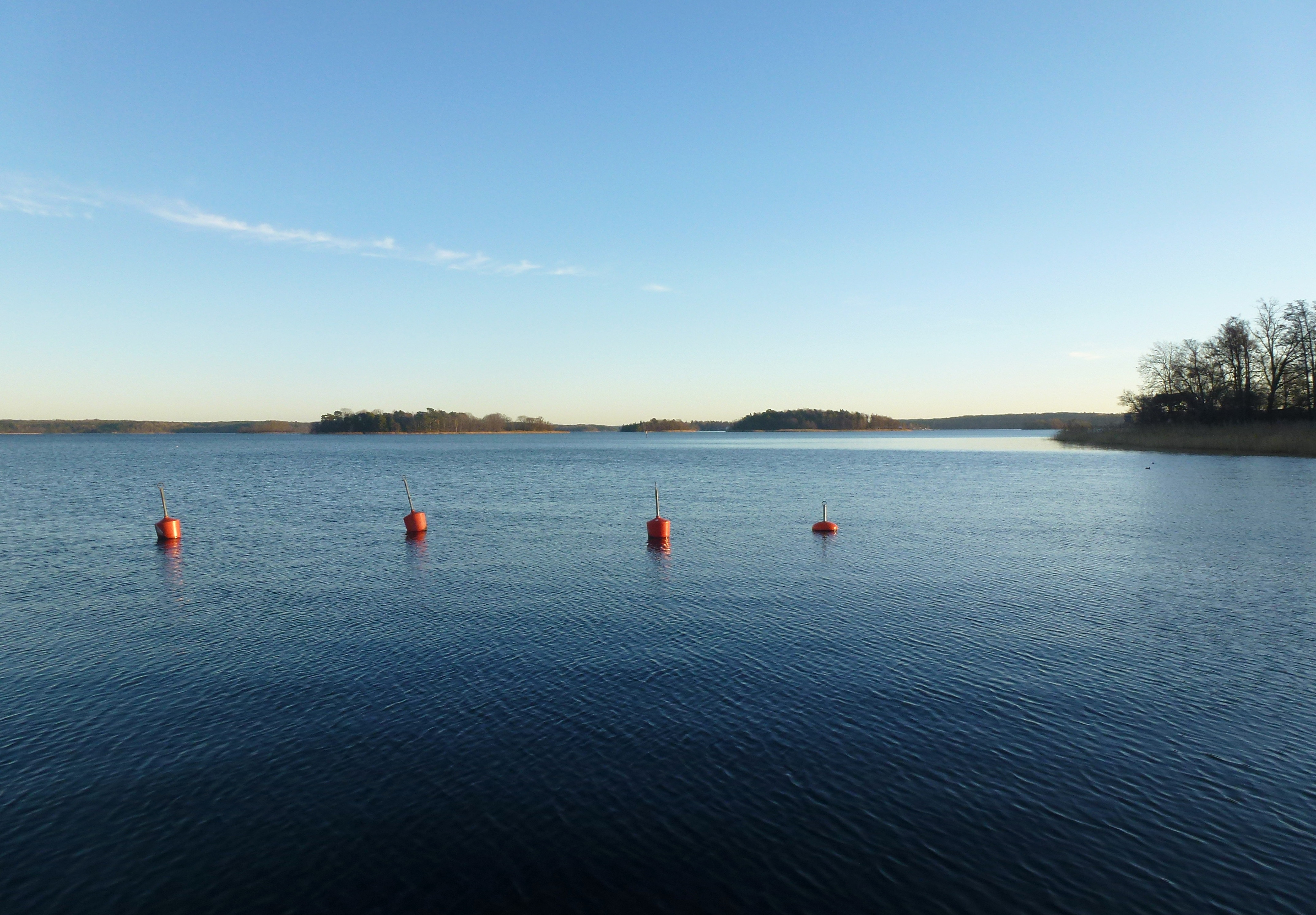
Stora Värtan vu de Djursholm/Ranängen
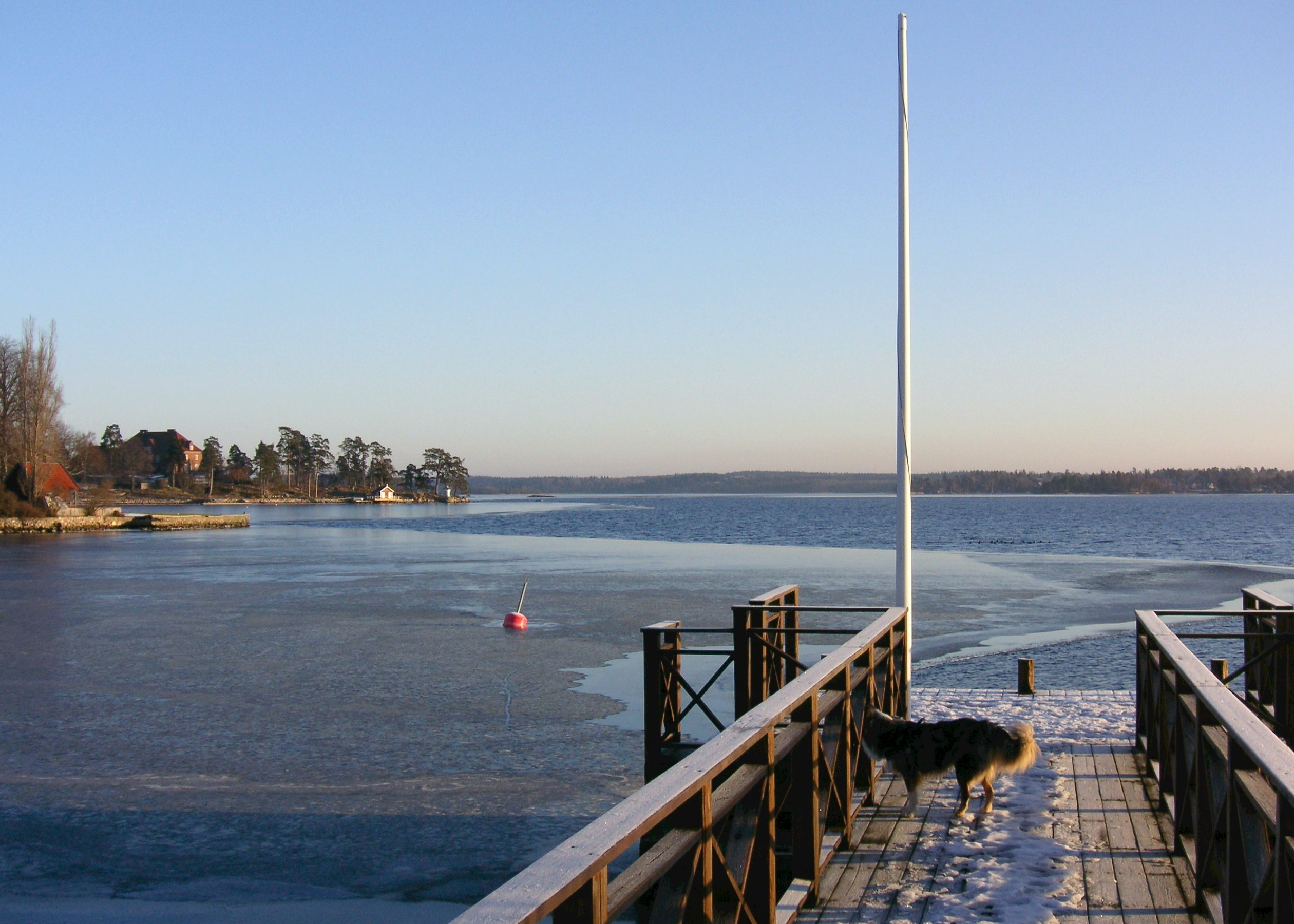
Pont d'Aludden, vue vers le nord.